# 초전자 바이오맨의 에피소드 목록
아래는 일본 토에이의 8번째 슈퍼 전대 시리즈인  《초전자 바이오맨》의 에피소드 일람이다.
| 각 화                        | 방송일           | 서브타이틀 (부제)             | 서브타이틀 (원제) | 등장 주노이드 및 게스트 괴수 | 등장 거대 메카      | 스태프                                    |
| ---------------------------- | ---------------- | ----------------------------- | ----------------- | ---------------------------- | ------------------- | ----------------------------------------- |
| 제1화                        | 1984년 2월 4일   | 수수께끼의 거대 로봇 출현     | 謎の巨大ロボ出現  | 메사쥬                       | 카부토칸스          | 감독 : 호리 나가후미 각본 : 소다 히로히사 |
| 제2화                        | 1984년 2월 11일  | 집합! 숙명의 전사             | 集合! 宿命の戦士  | 사이곤                       | 데빌칸스            | 감독 : 호리 나가후미 각본 : 소다 히로히사 |
| 제3화                        | 1984년 2월 18일  | 우리 친구 바이오 로봇         | わが友バイオロボ  | 쥬오                         | 고릴라칸스          | 감독 : 야마다 미노루 각본 : 소다 히로히사 |
| 제4화                        | 1984년 2월 25일  | 자폭! 메카인간                | 自爆! メカ人間    | 메츄라                       | 비틀칸스            | 감독 : 야마다 미노루 각본 : 소다 히로히사 |
| 제5화                        | 1984년 3월 3일   | 보이지 않는 적을 무찔러라     | 見えない敵を斬れ  | 쥬오                         | 미이라칸스          | 감독 : 핫토리 카즈시 각본 : 소다 히로히사 |
| 제6화                        | 1984년 3월 10일  | 일어나! 바이오 로봇           | 起て! バイオロボ  | 아쿠아이거                   | 사이칸스            | 감독 : 핫토리 카즈시 각본 : 소다 히로히사 |
| 제7화                        | 1984년 3월 17일  | 붙잡힌 피보                   | つかまったピーボ  | 메사쥬 메카 인간 조이        | 이소긴칸스          | 각본 : 호리 나가후미 각본 : 소다 히로히사 |
| 제8화                        | 1984년 3월 24일  | 싸워라! 별을 걸고             | 戦え! 星に誓って  | 메사쥬 메카 인간 조이        | 이소긴칸스          | 각본 : 호리 나가후미 각본 : 소다 히로히사 |
| 제9화                        | 1984년 3월 31일  | 사람을 사라지게 만드는 줄넘기 | 人を消すなわ跳び  | 메사쥬 트윈 돌               | 트윈칸스            | 각본 : 야마다 미노루 각본 : 후지이 쿠니오 |
| 제10화                       | 1984년 4월 7일   | 안녕, 옐로                    | さよならイエロー  | 사이곤                       | 카멜레온칸스        | 감독 : 야마다 미노루 각본 : 소다 히로히사 |
| 제11화                       | 1984년 4월 14일  | 새로운 전사 준 등장           | 新戦士ジュン登場  | 메츄라                       | 무샤칸스            | 감독 : 야마다 미노루 각본 : 소다 히로히사 |
| 제12화                       | 1984년 4월 21일  | 살인자 그린!                  | 殺人者グリーン!   | 아쿠아이거                   | 해머칸스            | 감독 : 핫토리 카즈시 각본 : 후지이 쿠니오 |
| 제13화                       | 1984년 4월 28일  | 준이여!                       | ジュンよ          | 메사쥬                       | 사메칸스            | 감독 : 호리 나가후미 각본 : 소다 히로히사 |
| 제14화                       | 1984년 5월 5일   | 신 두뇌 브레인!               | 新頭脳ブレイン!   | 아쿠아이거                   | 안카칸스            | 감독 : 호리 나가후미 각본 : 소다 히로히사 |
| 제15화                       | 1984년 5월 12일  | 여전사 불꽃의 맹세            | 女戦士炎のちかい  | 쥬오                         | 카엘칸스            | 감독 : 야마다 미노루 각본 : 사기야마 쿄코 |
| 제16화                       | 1984년 5월 19일  | 달려라 21599초                | 走れ21599秒       | 사이곤                       | 넵튠칸스            | 감독 : 핫토리 카즈시 각본 : 소다 히로히사 |
| 제17화                       | 1984년 5월 26일  | 나는 용궁성을 보았다          | 僕は龍宮城を見た  | 쥬오                         | 카메칸스            | 감독 : 야마다 미노루 각본 : 소다 히로히사 |
| 제18화                       | 1984년 6월 2일   | 초능력 소녀의 기도            | 超能力少女の祈り  | 메츄라                       | 하니와칸스          | 감독 : 야마다 미노루 각본 : 사기야마 쿄코 |
| 제19화                       | 1984년 6월 9일   | 아버지는 독타맨               | 父はドクターマン  | 메츄라 프린스                | 그로테스칸스        | 감독 : 핫토리 카즈시 각본 : 소다 히로히사 |
| 제20화                       | 1984년 6월 16일  | 프린스의 도전!                | プリンスの挑戦!   | 사이곤 프린스                | 그로테스칸스        | 감독 : 핫토리 카즈시 각본 : 소다 히로히사 |
| 제21화                       | 1984년 6월 23일  | 지켜라 바이오 베이스          | 守れバイオベース  | 아쿠아이거                   | 카메라칸스          | 감독 : 야마다 미노루 각본 : 사기야마 쿄코 |
| 제22화                       | 1984년 6월 30일  | 대도?! 블루!                  | 大泥棒?! ブルー!  | 메츄라                       | 스카라베칸스        | 감독 : 야마다 미노루 각본 : 소다 히로히사 |
| 제23화                       | 1984년 7월 7일   | 인형의 습격                   | ギョ! 人形の襲撃  | 아쿠아이거                   | 피라니아칸스        | 감독 : 핫토리 카즈시 각본 : 후지이 쿠니오 |
| 제24화                       | 1984년 7월 14일  | 폭발하는 사랑의 꽃!           | 爆発する愛の花    | 메사쥬                       | 도쿠가칸스          | 감독 : 핫토리 카즈시 각본 : 사기야마 쿄코 |
| 제25화                       | 1984년 7월 21일  | 프린스의 유령?                | プリンスの幽霊?   | 메츄라 유령군단              | 고스트칸스 유령칸스 | 감독 : 야마다 미노루 각본 : 소다 히로히사 |
| 제26화                       | 1984년 7월 28일  | 놀라운 아버지의 비밀          | 恐るべき父の秘密  | 메츄라 유령군단              | 고스트칸스 유령칸스 | 감독 : 야마다 미노루 각본 : 소다 히로히사 |
| 제27화                       | 1984년 8월 4일   | 거미 지옥의 여전사            | クモ地獄の女戦士  | 메츄라                       | 쿠모칸스            | 감독 : 호리 나가후미 각본 : 사기야마 쿄코 |
| 제28화                       | 1984년 8월 11일  | 독타맨 암살                   | ドクターマン暗殺  | 주노이드 5수사               | 타코칸스            | 감독 : 호리 나가후미 각본 : 소다 히로히사 |
| 제29화                       | 1984년 8월 18일  | 도쿄가 사라지는 날?!          | 東京が消える日?!  | 메사쥬                       | 크라게칸스          | 감독 : 핫토리 카즈시 각본 : 사기야마 쿄코 |
| 제30화                       | 1984년 8월 25일  | 최강 캔스의 마검              | 最強カンスの魔剣  | 쥬오                         | 카마키리칸스        | 감독 : 핫토리 카즈시 각본 : 소다 히로히사 |
| 제31화                       | 1984년 9월 1일   | 신형?! 메가스 출현            | 新型?! メガス出現 | 쥬노이드 5수사               | 메탈메가스          | 감독 : 야마다 미노루 각본 : 소다 히로히사 |
| 제32화                       | 1984년 9월 8일   | 기아의 대 개조작전            | ギアの大改造作戦  | 사이곤                       | 악스메가스          | 감독 : 야마다 미노루 각본 : 소다 히로히사 |
| 제33화                       | 1984년 9월 15일  | 나오는 건가?! 새로운 필살기   | 出るか?! 新必殺技 | 메츄라                       | 도쿠로메가스        | 감독 : 호리 나가후미 각본 : 소다 히로히사 |
| 제34화                       | 1984년 9월 22일  | 보라! 바이오의 힘             | 見よ! バイオの力  | 쥬오                         | 레스라메가스        | 감독 : 호리 나가후미 각본 : 소다 히로히사 |
| 제35화                       | 1984년 9월 29일  | 6번째 남자                    | 6番目の男         | 메츄라                       | 마그네메가스        | 감독 : 호리 나가후미 각본 : 소다 히로히사 |
| 제36화                       | 1984년 10월 6일  | 변신 보이                     | 変身ボーイ        | 사이곤 마그네전사            | 마그네메가스        | 감독 : 호리 나가후미 각본 : 소다 히로히사 |
| 제37화                       | 1984년 10월 13일 | 킬러 실바!                    | 殺し屋シルバ!     | 사이곤                       | 캐논메가스          | 감독 : 핫토리 카즈시 각본 : 소다 히로히사 |
| 제38화                       | 1984년 10월 20일 | 수수께끼의 바르지온           | 謎のバルジオン    | 메츄라                       | 배틀메가스 바르지온 | 감독 : 핫토리 카즈시 각본 : 소다 히로히사 |
| 제39화                       | 1984년 10월 27일 | 메이슨의 함정!                | メイスンのわな!   | 사이곤                       | 소닉메가스          | 감독 : 야마다 미노루 각본 : 야마모토 유   |
| 제40화                       | 1984년 11월 3일  | 빼앗긴 터보!                  | 奪われたターボ!   | 쥬오                         | 크라슈메가스        | 감독 : 야마다 미노루 각본 : 소다 히로히사 |
| 제41화                       | 1984년 11월 10일 | 악마의 자장가!                | 悪魔の子守り唄!   | 메츄라                       | 아마존메가스        | 감독 : 핫토리 카즈시 각본 : 사기야마 쿄코 |
| 제42화                       | 1984년 11월 17일 | 고! 생명을 걸어라!            | 郷! 命を賭けろ!   | 쥬오                         | 썬더메가스          | 감독 : 핫토리 카즈시 각본 : 나루미 타케시 |
| 제43화                       | 1984년 11월 24일 | 세일러복의 전사               | セーラー服の戦士  | 사이곤 메카 인간 미키        | 사탄메가스          | 감독 : 호리 나가후미 각본 : 소다 히로히사 |
| 제44화                       | 1984년 12월 1일  | 아름다운 양심 회로            | 美しき良心回路    | 사이곤 메카 인간 미키        | 사탄메가스          | 감독 : 호리 나가후미 각본 : 소다 히로히사 |
| 제45화                       | 1984년 12월 8일  | 인간 폭탄 준!                 | 人間爆弾ジュン!   | 메츄라                       | 바로크메가스        | 감독 : 야마다 미노루 각본 : 후지이 쿠니오 |
| 제46화                       | 1984년 12월 15일 | 탈출! 함정의 마을!            | 脱出! わなの町!   | 쥬오                         | 라가메가스          | 감독 : 야마다 미노루 각본 : 사기야마 쿄코 |
| 제47화                       | 1984년 12월 22일 | 시바타 박사의 정체!?          | 柴田博士の正体!?  | 사이곤                       | 렌즈메가스          | 감독 : 야마다 미노루 각본 : 소다 히로히사 |
| 제48화                       | 1984년 12월 29일 | 출현! 바르지온                | 出現! バルジオン  | 쥬오                         | 슈퍼메가스 바르지온 | 감독 : 핫토리 카즈시 각본 : 소다 히로히사 |
| 제49화                       | 1985년 1월 12일  | 위기의 바이오 로봇            | 危うしバイオロボ  | 메츄라                       | 바르지온            | 감독 : 핫토리 카즈시 각본 : 소다 히로히사 |
| 제50화                       | 1985년 1월 19일  | 돌격 네오그라드               | 突撃ネオグラード  | 사이곤                       | 킹메가스 바르지온   | 감독 : 야마다 미노루 각본 : 소다 히로히사 |
| 제51화                       | 1985년 1월 26일  | 안녕! 피보 (최종회)           | さよなら! ピーボ  | 파라 캣 독타맨               | 킹메가스            | 감독 : 야마다 미노루 각본 : 소다 히로히사 |
| (85년 1월 5일은 결방하였다.) |                  |                               |                   |                              |                     |                                           |